# Il signore della morte
(Il Dott. Sam Loomis, poco prima dei titoli di testa - dai dialoghi del film)
Il signore della morte (Halloween II) è un film del 1981, diretto da Rick Rosenthal.
Si tratta del secondo capitolo della saga di Halloween ed è stato sceneggiato da John Carpenter, regista del primo capitolo della serie. A differenza degli altri sequel, questo è l'unico che è stato scritto da Carpenter e da Debra Hill. Il film riprende esattamente dall'ultima scena del primo capitolo e s'incentra da un lato sulla volontà di Myers di trovare e uccidere Laurie Strode e dall'altro lato sugli sforzi del dottor Loomis per trovare Michael ed evitare il peggio.
Stilisticamente parlando, il sequel ripropone elementi-chiave che fecero di Halloween - La notte delle streghe un grande successo, come ad esempio la prospettiva in prima persona e i titoli di testa quasi uguali al film precedente. Il film, comunque, a gran differenza rispetto all'originale, include più violenza e sangue, facendolo assomigliare nettamente all'emergente genere degli splatter.
Il film è stato successivamente distribuito in home video col titolo Halloween II - Il signore della morte.

## Trama
Notte di Halloween del 31 ottobre 1978.
Il dottor Sam Loomis ha appena sparato a Michael Myers facendolo precipitare da un balcone, salvando così la giovane Laurie Strode da morte certa. Subito dopo averlo colpito, Loomis si precipita sul luogo dove Michael è caduto ma al posto del suo corpo trova solo una macchia di sangue: Myers è ancora vivo. Nel frattempo vengono ritrovati nel viale dove Myers ha compiuto gli omicidi i corpi di Lynda van der Klok, del suo ragazzo Bob e di Annie Brackett, la figlia dello sceriffo, che viene prontamente avvisato.
Laurie viene condotta in ospedale al Haddonfield Memorial Hospital e qui riceve parecchie attenzioni sdolcinate da parte del giovane infermiere Jimmy Lloyd, fratello di un compagno di scuola di Laurie. La ragazza viene operata per arginare la ferita provocatale da Myers e viene anestetizzata. Durante il lungo sonno, inizia ad avere incubi riguardo alla sua infanzia e all'adozione a lei ignota da parte degli Strode. Intanto il maniaco Michael Myers continua a mietere vittime grazie ad un coltello che ha prelevato in casa di un'anziana signora.
Il dottor Sam Loomis, insistendo sul fatto che Myers è ancora vivo ed è da qualche parte nella cittadina di Haddonfield, diviene quasi lo zimbello dei poliziotti, che credono Myers ormai morto e continuano a diffidare che possa essere una sorta di essere innaturale. Il dottor Loomis individua finalmente Myers mentre attraversa una strada, ma questi finisce schiacciato tra un'auto di polizia e un camion. La collisione provoca l'esplosione e la morte del "presunto" Myers. Andando all'obitorio, il medico controlla la dentatura della persona - secondo la sua opinione non più vecchia di diciassette anni. Dei ragazzi chiedono inoltre di un loro amico che aveva diciassette anni e indossava una maschera che è scomparso da ore: a questo punto non ci sono dubbi sul fatto che il morto nell'esplosione non era Myers.
Così, mentre Laurie inizia a ricordare della sua infanzia e della sua stretta parentela con Michael, Loomis conduce la sua personale caccia all'uomo e Myers si dedica all'uccisione della sua "seconda sorella", Laurie, protetta da infermieri e amici, che però non potranno arrestare la furia omicida di Myers. Loomis, seguendo le tracce di Michael, entra nell'ospedale e una volta recatosi nella stanza dove Laurie s'era nascosta, tenta di sparare a Michael, che è riuscito ad entrare. Però la pistola non funziona e quindi Michael trafigge Loomis con una lametta. Dopo aver fatto questo, Michael si avvicina alla sorella messa in un angolo spaventata. Ma d'un tratto Laurie estrae una pistola e gli spara sopra gli occhi rendendolo cieco. Così Loomis decide di risolvere questa faccenda, accende delle bombole di gas per attirare l'attenzione di Michael, lo stesso fa Laurie. Dopo che quest'ultima è fuggita via dalla camera, Loomis, ancora dentro la stanza invasa dal gas acceso, afferra un accendino, preme il grilletto e causa un'esplosione sacrificandosi. Però dopo l'esplosione, Michael cammina verso la sorella minore, col corpo in fiamme e dopo un po' cade a terra. La mattina seguente, Laurie viene soccorsa e mandata dentro il furgone dell'ambulanza. Il film termina con l'inquadratura del volto scioccato di Laurie e quella del volto di Myers in fiamme.

## Produzione
Halloween II aveva un budget di 2.5 milioni di dollari; il primo capitolo ne era costati solo 300.000. Irwin Yablans e Moustapha Akkad, produttori di Halloween, la notte delle streghe, investirono molto sul film, nonostante il regista non fosse più Carpenter. La maggior parte della pellicola venne girata al Morningside Hospital di Englewood (California) e al Pasadena Community Hospital a Pasadena. Venne valutata la possibilità di girare in 3D, ma la sceneggiatrice e produttrice Debra Hill ha dichiarato: "Esaminammo un certo numero di tecniche per il 3D, ma erano troppo costose per questo progetto. Inoltre la maggior parte del film venne girato in esterni e di notte. È molto difficile realizzare una scena in 3D in esterni, figuriamoci di notte!".

### Sceneggiatura
La sceneggiatura di Halloween II venne scritta da John Carpenter e Debra Hill. Quest'ultima nel 1981 dichiara alla rivista Fangoria che il film ultimato differisce in qualcosa rispetto all'idea originale. Nell'intervista spiega come lei e Carpenter avevano all'inizio immaginato di ambientare il sequel un po' di anni dopo gli eventi di Halloween. Pensavano di mostrare Myers che insegue Laurie Strode in un nuovo appartamento altolocato dove lei ora abita.

Il sequel doveva cancellare per sempre la storia di Michael Myers e Laurie Strode: né Carpenter né la Hill volevano scrivere materiale per successivi sequel del film. Il terzo film, Halloween III - Il signore della notte, realizzato un anno più tardi, conteneva una trama che deviava totalmente dai primi due capitoli. Tommy Lee Wallace, regista di Halloween III, disse "È nostra intenzione creare un'antologia, una sorta di show che ricalchi Night Gallery o Ai confini della realtà, solo su scala più grande - naturalmente".

In un'altra intervista risalente al 1982 riguardante Michael Myers ed il dottor Sam Loomis, Carpenter affermò: "In Halloween II, il personaggio di Donald Pleasence muore e con lui anche Michael, purtroppo ...".
Il critico Roger Ebert sottolinea che la trama del sequel è piuttosto semplice: "La trama di Halloween II dipende assolutamente, naturalmente, dal «modello idiota». Questo «modello idiota» richiede che tutti nel film si comportino sempre come «idioti». È necessario perché se ognuno di loro usasse un po' di buon senso, il problema sarebbe risolto e il film terminerebbe".

I personaggi sono piuttosto piatti. La Hill spesso rispose ad alcune critiche dicendo che "in un film thriller quello che un personaggio dice è spesso irrilevante, specialmente in quelle sequenze in cui l'obiettivo è far crescere la suspense".

Lo storico Nicholas Rogers commenta che una parte del film sembra aver preso ispirazione dalle "controversie contemporanee che circondano l'aspetto della festa stessa".

Roger si riferisce in particolare alla scena del film in cui un ragazzo vestito da pirata giunge all'Haddonfield Memorial Hospital con un coltello conficcato in bocca, un riferimento alla leggenda metropolitana della caramella di Halloween maledetta.

Secondo Rogers "I film della saga di Halloween si aprivano come le normali storie sul sadismo della notte e trattavano chiaramente delle incertezze riguardo al «dolcetto o scherzetto» e della sicurezza della festa".

## Distribuzione

### Edizioni home video
In Italia le versioni DVD vennero distribuite dalla Pulp Video nel 2000 e dalla MTC nel 2006 e una edizione Blu-Ray della Midnight Factory contenuta nel cofanetto che racchiude l’intera collezione. 
L'edizione DVD della MTC presenta il film in formato 1,33:1 (4:3), con audio in italiano e inglese in 1.0 Mono, sottotitoli in italiano per non udenti, 12 scene e contenuti extra come trailer, trama e scheda film. L'edizione Blu-ray offre il film in formato 2,35:1 da un nuovo master restaurato in alta definizione, con audio in italiano e inglese in 2.0 DTS-HD MA, sottotitoli in italiano, 12 scene e una ricca selezione di contenuti extra che include commento audio con il regista, commento audio con il coordinatore degli stunt-man, il making of, "Horror’s Hallowed Grounds", finale alternativo, scene eliminate, galleria fotografica, radio spot, tv spot e crediti.

## Colonna sonora
Il tema del film è una variazione della composizione del tema di Halloween - La notte delle streghe di Carpenter stesso, in particolare per quanto riguarda la nota melodia battuta su un tempo di 5/4 di pianoforte. La colonna sonora venne costruita mediante un sintetizzatore piuttosto che con un pianoforte.

Un critico della BBC ha descritto la colonna sonora rivisitata come avente una "carica più gotica". Il critico ha asserito che il brano "non suona come l'originale, ma rimane ancora un classico collettivo".

Carpenter eseguì la colonna sonora con l'aiuto di Alan Howarth, che aveva già collaborato in Star Trek e avrebbe continuato a lavorare con Carpenter su progetti come 1997: Fuga da New York, La cosa e Christine - La macchina infernale.

Il film include anche la canzone "Mr. Sandman", eseguita dalle Chordettes. I critici commentarono la decisione di includere questa canzone nel film, definendo la scelta "interessante" e "non la canzone che assoceresti ad un film del genere". La canzone funzionava bene con la situazione "mimica" di Laurie (il dormire parecchio).

Nonostante questo, un altro critico definì l'inclusione del brano come "inappropriato" e domandò, "Che cosa c'entrava?".

### Tracce
1. Halloween theme – 4:27
2. Laurie's theme – 2:50
3. He knows where she is – 1:07
4. Laurie and Jimmy – 3:03
5. Still he kills (murder montage) – 4:35
6. The shape enters Laurie's room – 1:33
7. Mrs. Alves – 1:43
8. Flats in the parking lot – 1:25
9. Michael's sister – 3:00
10. The shape stalks again – 3:03
11. In the operating room – 1:48
12. The Chordettes – Mr. Sandman – 2:20

## Collegamenti ad altre pellicole
- Il film che il signor Garrett sta guardando in televisione è La notte dei morti viventi di George A. Romero.
- Alla fine del prequel, c'è un dialogo riproposto prima dei titoli di testa di Halloween II, che cambia radicalmente contenuti da una pellicola all'altra:

| «Era l'ombra della strega? Credo proprio di sì... era lui» (Dai dialoghi di Halloween - La notte delle streghe) | «Chi era quel mostro? Già, era proprio un mostro» (Dai dialoghi di Halloween II - Il signore della morte) |

- In Italia il film è stato vietato ai minori di 18 anni.
- La scena in cui Michael Myers entra in casa Garrett per rubare il coltello da macellaio è stata omaggiata nel fake trailer Thanksgiving di Eli Roth (2007), contenuto in Grindhouse di Rodriguez e Tarantino.
- La scena dell'infermiera annegata nella vasca dell'acqua bollente può essere forse ritenuto un omaggio a Profondo rosso di Dario Argento. Il che è possibile se si pensa che la sceneggiatura è curata da Carpenter, che dal regista italiano ha preso diversi spunti di regia.

## Accoglienza

### Incassi
La pellicola non guadagnò quanto la precedente: con un budget di 2,5 milioni di dollari, il film ha incassato complessivamente circa 25,5 milioni di dollari.

## Sequel
Halloween II doveva essere l'ultimo capitolo della saga di Halloween che ruotasse intorno a Michael Myers e alla cittadina fittizia di Haddonfield, invece ebbe un seguito con Halloween III - Il signore della notte (1982), mentre Myers ritornò nel film Halloween 4 - Il ritorno di Michael Myers (1988).